# Liste der Monuments historiques in Guermantes
Die Liste der Monuments historiques in Guermantes führt die Monuments historiques in der französischen Gemeinde Guermantes auf.

## Liste der Bauwerke
| Bezeichnung | Beschreibung                  | Standort | Kennzeichnung | Schutzstatus | Datum     | Bild           |
| ----------- | ----------------------------- | -------- | ------------- | ------------ | --------- | -------------- |
| Schloss     | Erbaut ab dem 17. Jahrhundert | (Lage)   | PA00087025    | Classé       | 1944 1970 | weitere Bilder |

## Liste der Objekte
Zum Verständnis siehe: Kirchenausstattung
- Monuments historiques (Objekte) in Guermantes in der Base Palissy des französischen Kultusministeriums